# Durandlinjen

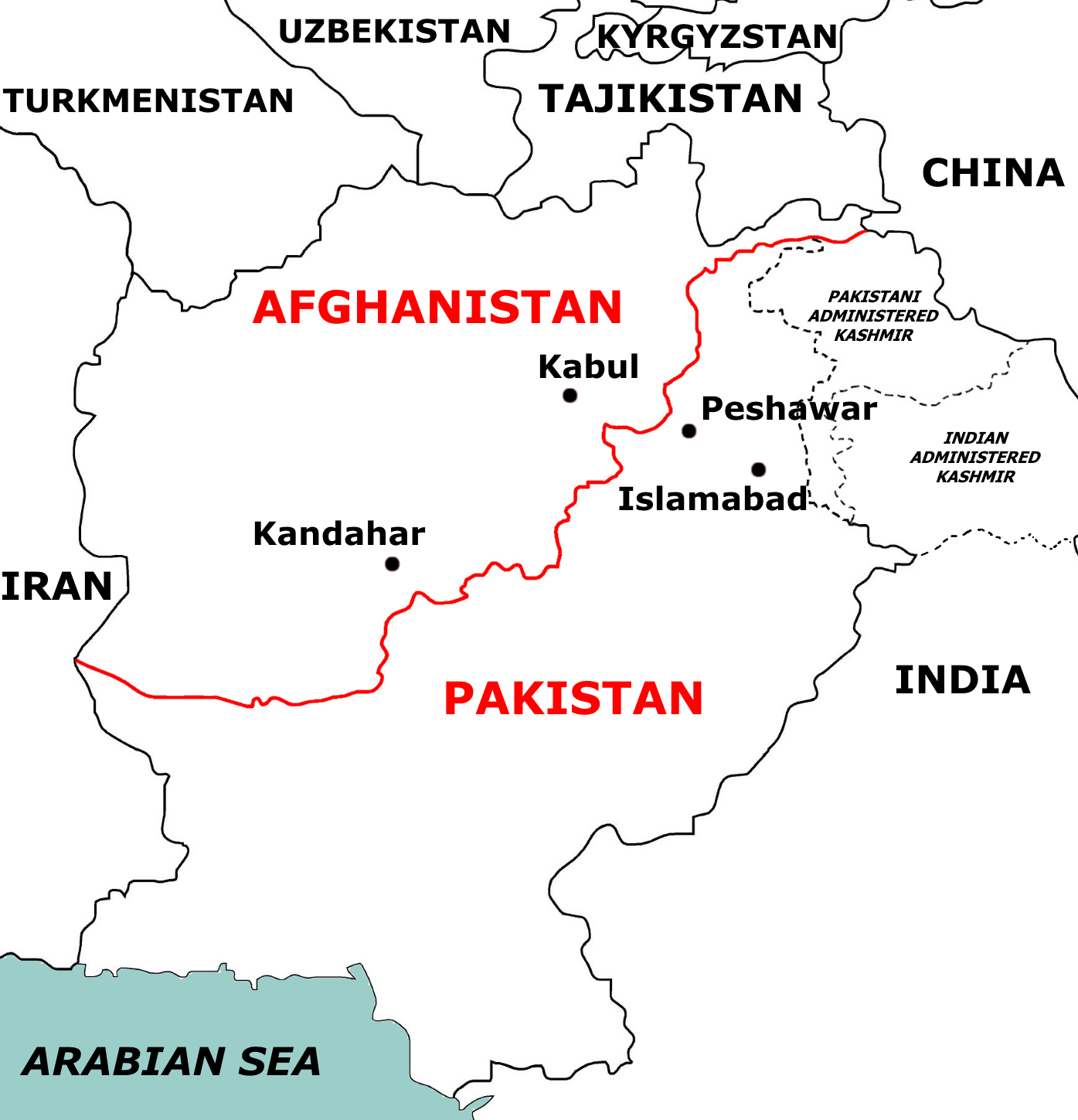
Durandlinjen (röd).

Durandlinjen (pashto: د ډیورنډ کرښه) är den 2 640 kilometer långa gränsen mellan Pakistan och Afghanistan. Den upprättades 1893 efter ett avtal mellan Mortimer Durand från Brittiska Indien och emir Abdur Rahman Khan av Afghanistan och hade enligt Afghanistan endast provisorisk status. Gränsen permanentades 1907 genom ett avtal mellan Ryssland och Storbritannien, utan att den afghanska regeringen var tillfrågad. Tredje anglo-afghanska kriget 1919 ledde till fredsfördraget i Rawalpindi, som innebar att Durandlinjen etablerades som gräns mot Brittiska Indien och att Afghanistan blev en oberoende stat.
Gränsdragningen innebar att en stor del av pashtunernas kärnområde inte längre tillhörde Afghanistan. Dess dragning har lett till en mängd uppror i Nordvästra gränsprovinsen av dåvarande Brittiska Indien (nuvarande Pakistan) och bidragit till dåliga relationer mellan Afghanistan och Pakistan. Den har också bidragit till de pashtunska stammarnas misstänksamhet och motvilja mot utländsk inblandning, vilket påverkat områdets stabilitet ända till idag.

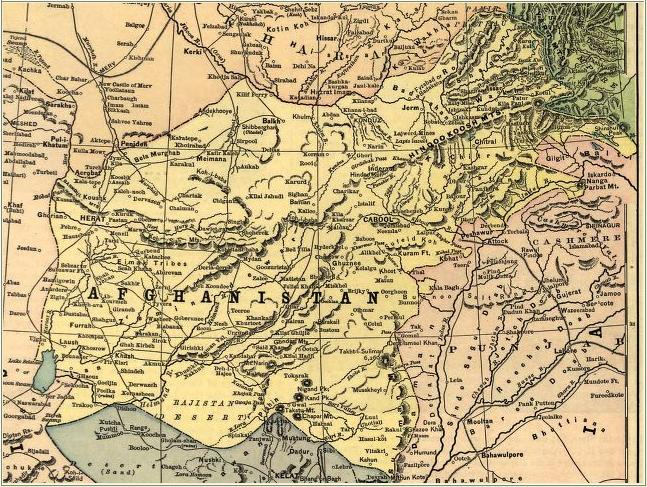
Afghanistan 1893 innan Durandlinjen drogs

Ännu (2022) har ingen afghansk regering accepterat Durandlinjen som en internationell gräns, och efter talibanernas maktövertagande i Afghanistan 2021 ökade snarare konflikterna kring linjen.